# Heinrich Hofmann
Heinrich Hofmann (13 de enero de 1842, Berlín - 16 de julio de 1902, Groß-Tabarz, actual Turingia) fue un compositor y pianista alemán. Fue alumno de Theodor Kullak, Eduard Grell, Siegfried Dehn y Richard Wüerst. Su Simfonía Frithjof (1874), una realización musical de la leyenda Friðþjófs saga hins frœkna, era una de las obras orquestales más frecuentemente interpretadas en Alemania a finales del siglo XIX. Además de música orquestal, también compuso varias óperas, algunos lieder, música coral, y obras para piano solo. Después de su muerte, su música cayó en gran medida en el olvido.